# Plankenstein (Berg)
Der Plankenstein (auch Blankenstein genannt) ist ein Kletterberg in den Bayerischen Voralpen. Er liegt zwischen Wallberg und Risserkogel und ist 1768 m ü. NHN hoch.
Die Anfahrt erfolgt von der Mautstraße von Rottach-Egern am Tegernsee bis zum Parkplatz (Kistenwinterstube/Hufnagelstube) kurz vor der Moni-Alm (Länge ca. 7 km), von dort zu Fuß rechterhand einer Forststraße folgend über die Siebli-Alm und Riederecksattel (1500 m) in ca. 1,5 Std. zum Plankenstein. Weitere Anstiegsmöglichkeiten aus dieser Richtung bieten die Wege über die Röthensteinalm und die Plankensteinalm.
Bekannte Kletterrouten sind der direkte Ostgrat des Plankensteins (IV Stelle, III) oder die Westkante der Nadel (VI-/A1, frei VI+). Kletterer finden am Plankenstein Routen bis zum Schwierigkeitsgrad X-. Die Plankenstein-Nadel weist eine der schwierigsten Klettereien in den bayerischen Voralpen auf.
Der Aufstieg über die kaminartige Westrinne (Normalweg) weist den II. Schwierigkeitsgrad auf (Zebhauser: II und I). Der leichte (aber glattpolierte) Fels darf nicht unterschätzt werden, vor allem da das letzte Stück vor dem Gipfel deutlich schwieriger wird (II). Anfänger im Fels sollten deshalb niemals allein einsteigen, sondern nur am Seil eines erfahrenen Gefährten.

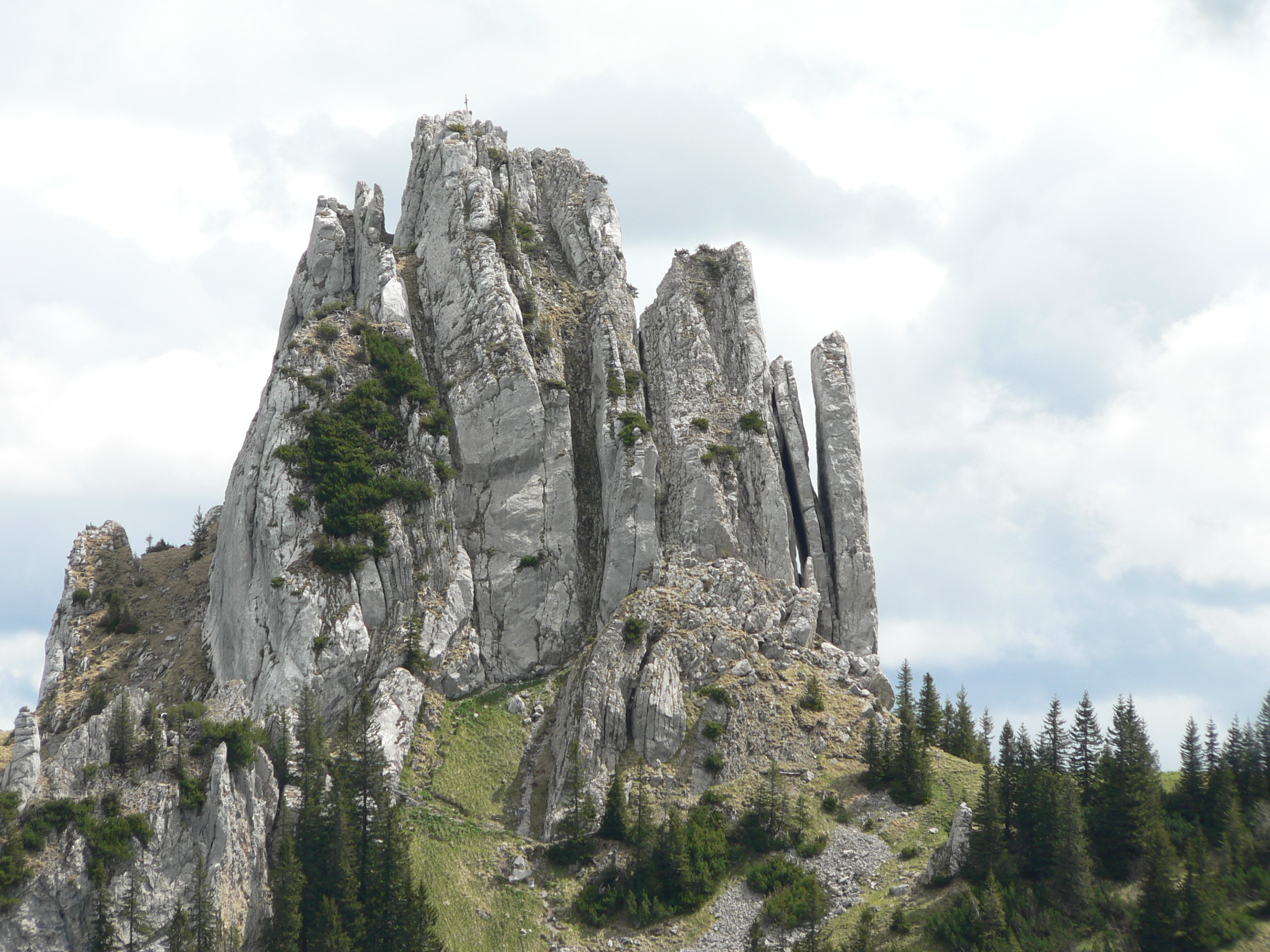
Die Westkante des Plankensteins

Eine ausführliche aktuelle Beschreibung des Normalweges wurde 2012 aufgelegt mit der Bewertung II und dem Hinweis, die Tour werde „in der Regel seilfrei gemacht“.
Südöstlich unterhalb des Plankensteins liegt der Riederecksee, südwestlich unterhalb der Röthensteiner See. Westlich des Plankensteins liegt der Röthenstein. Östlich des Plankensteins liegt der Schreistein sowie südlich davon die Schneeböden.

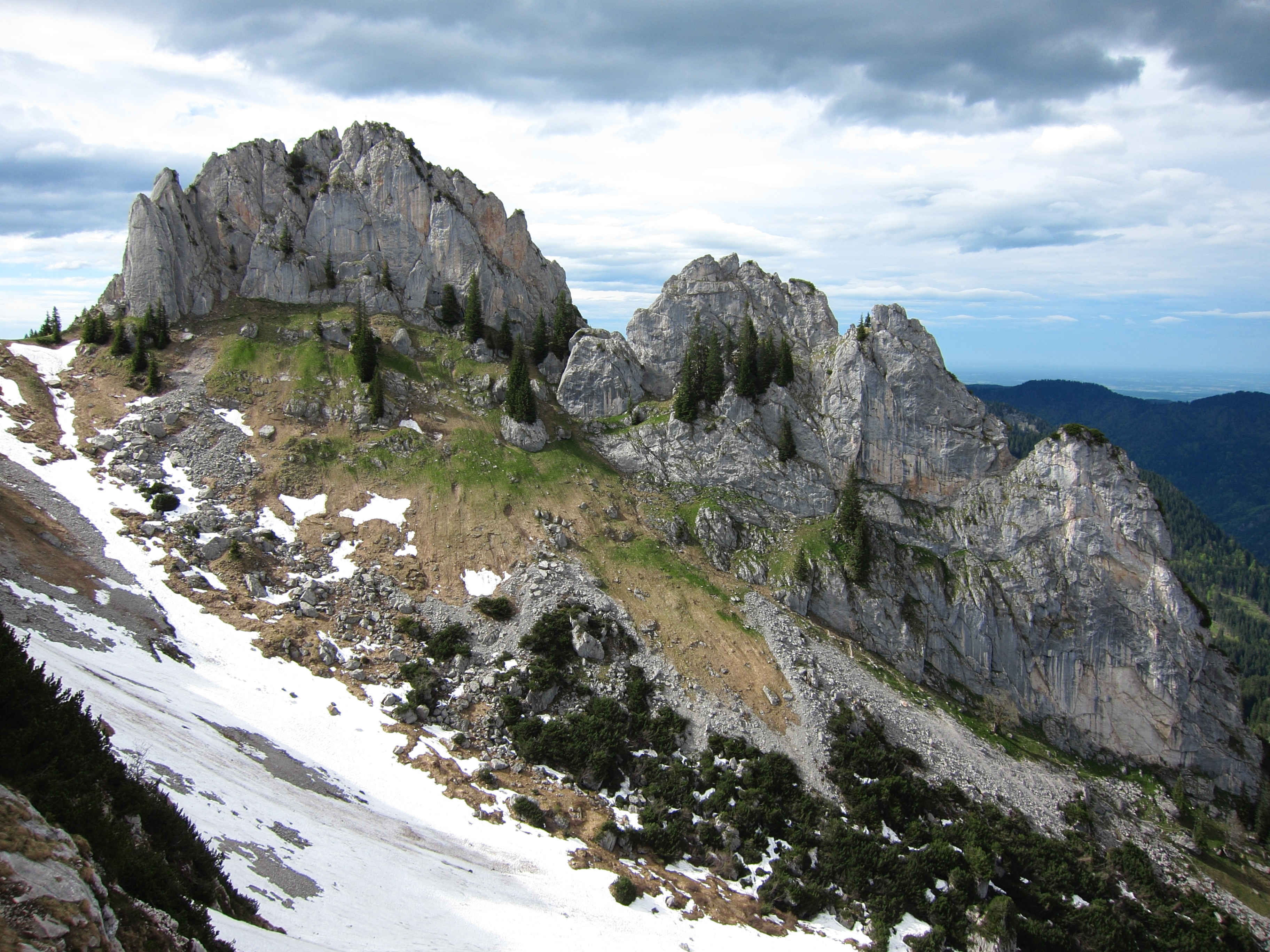
Plankenstein Südostansicht